# Phạm Bình Minh

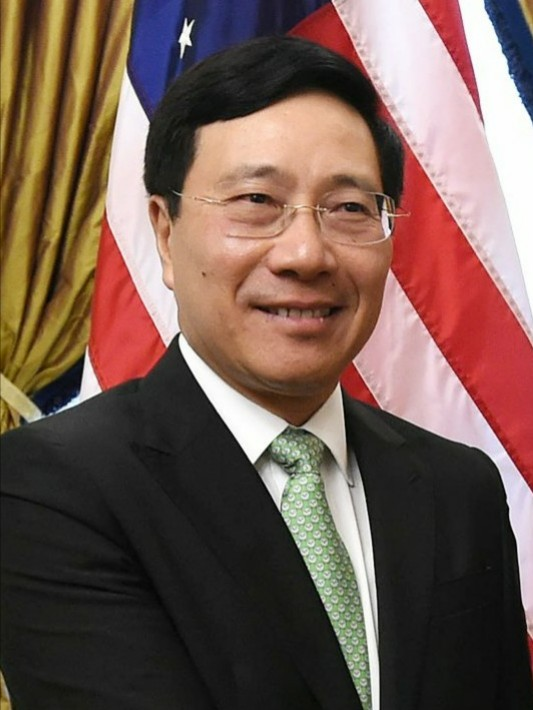
Phạm Bình Minh

Phạm Bình Minh (* 26. März 1959 in Nam Định) ist ein vietnamesischer Politiker, der von 2011 bis 2021 Außenminister der Sozialistischen Republik Vietnam und von 2021 bis 2023 erster stellvertretender Premierminister war. Zuvor war er von Januar 2009 bis August 2011 stellvertretender Außenminister. Minh ist ein Mitglied der Kommunistischen Partei Vietnams. Er ist der Sohn von Nguyễn Cơ Thạch, der von 1980 bis 1991 ebenfalls Außenminister war.

## Ausbildung
Phạm Bình Minh schloss 1981 sein Studium an der Universität der Diplomatie (heute Diplomatische Akademie Vietnam) ab. Er erhielt einen Master of Arts in Recht und Diplomatie an der Fletcher School der Tufts University in den Vereinigten Staaten. Er spricht fließend Englisch.

## Politische Karriere
Minh begann seine diplomatische Karriere 1981, als er als Abteilungsleiter der Ausbildungsabteilung des Außenministeriums von Vietnam arbeitete. Von 1982 bis 1985 wurde er als Attaché an die Botschaft von Vietnam ins Vereinigte Königreich geschickt. Bevor er von 1991 bis 1999 das Amt des stellvertretenden Generaldirektors der Abteilung für internationale Organisationen des Außenministeriums übernahm, war er von 1986 bis 1990 als Abteilungsleiter der Abteilung für Allgemeine Angelegenheiten des Außenministeriums tätig.
Von 1999 bis Januar 2003 war er als Botschafter und Stellvertretender Ständiger Vertreter Vietnams bei den Vereinten Nationen in New York City sowie als Minister und stellvertretender Missionschef der Botschaft von Vietnam in den Vereinigten Staaten tätig. Zurück in Vietnam im Jahr 2003 arbeitete er für das Außenministerium als stellvertretender Generaldirektor und Generaldirektor der Abteilung für internationale Organisationen und als Leiter der Delegation für den Dialog über Menschenrechte mit dem Ausland. 
Im April 2006 wurde er zum stellvertretenden Mitglied des 10. Zentralkomitees der Kommunistischen Partei Vietnams gewählt. Derzeit ist er Mitglied im 11. Zentralkomitee der Kommunistischen Partei Vietnams. Er wurde im November 2008 zum Mitglied der 13. Nationalversammlung gewählt. 
Im September 2006 wurde er zum Assistenten des Außenministers und im November 2007 zum Vize-Außenminister ernannt. Bis August 2011 war er ständiger Vize-Außenminister von Vietnam. Am 13. November 2013 wurde er zum stellvertretenden Premierminister Vietnams durch die Nationalversammlung ernannt. Zuvor wurde er am 3. August 2011 zum Außenminister Vietnams berufen. 2021 wurde er erster stellvertretender Premierminister Vietnams.
Am 5. Januar 2023 wurde Minh gemeinsam mit Vũ Đức Đam, ebenfalls stellvertretender Premierminister, vom vietnamesischen Parlament – offiziell auf eigenen Wunsch – aus seinem Amt entlassen. Er gab zudem sein Parlamentsmandat auf. Zuvor, am 30. Dezember, war Minh bereits aus dem Zentralkomitee der Kommunistischen Partei ausgeschieden. Da die Rücktritte Minhs und Đams öffentlich nicht begründet wurden und die Parlamentsabstimmung über diese nicht einstimmig ausfiel, wird unter anderem durch die Exilpresse die Freiwilligkeit der Rücktritte bezweifelt.